# Pentaria dispar
Pentaria dispar är en skalbaggsart som först beskrevs av Liljeblad 1918.  Pentaria dispar ingår i släktet Pentaria och familjen ristbaggar. Inga underarter finns listade i Catalogue of Life.